# W drodze na Berlin
W drodze na Berlin ros. На пути в Берлин – radziecki czarno-biały, pełnometrażowy film fabularny z 1969 studia filmowego Lenfilm w reżyserii Michaiła Jerszowa .

## Źródła zewnętrzne
- Na puti v Berlin w bazie IMDb (ang.)